# Coppa Lanciotto Ballerini
La Coppa Lanciotto Ballerini est une course cycliste italienne qui se déroule à Campi Bisenzio, en Toscane. Créée en 1946, elle rend hommage à l'ancien partisan  (it), tué par des fascistes italiens lors de la Seconde Guerre mondiale. 
Cette épreuve est inscrite au calendrier régional de la Fédération cycliste italienne, en catégorie 1.19. Elle est par conséquent réservée aux coureurs espoirs (moins de 23 ans) ainsi qu'aux élites sans contrat. 

## Histoire
En 2014, l'épreuve est uniquement disputée par des coureurs de catégorie allievi (moins de 17 ans). L'édition 2020 est reportée à une date ultérieure en raison de la pandémie de Covid-19.